# 1884 in Italia

## Situazione
- Il re è Umberto I (1878–1900)
- Presidente del Consiglio è  Agostino Depretis (1881–1887)

La popolazione totale del Regno nel 1884 (nei confini dell'epoca) era di 30 221 000 abitanti. L'aspettativa di vita nel 1884 era di 36.6 anni.

## Avvenimenti

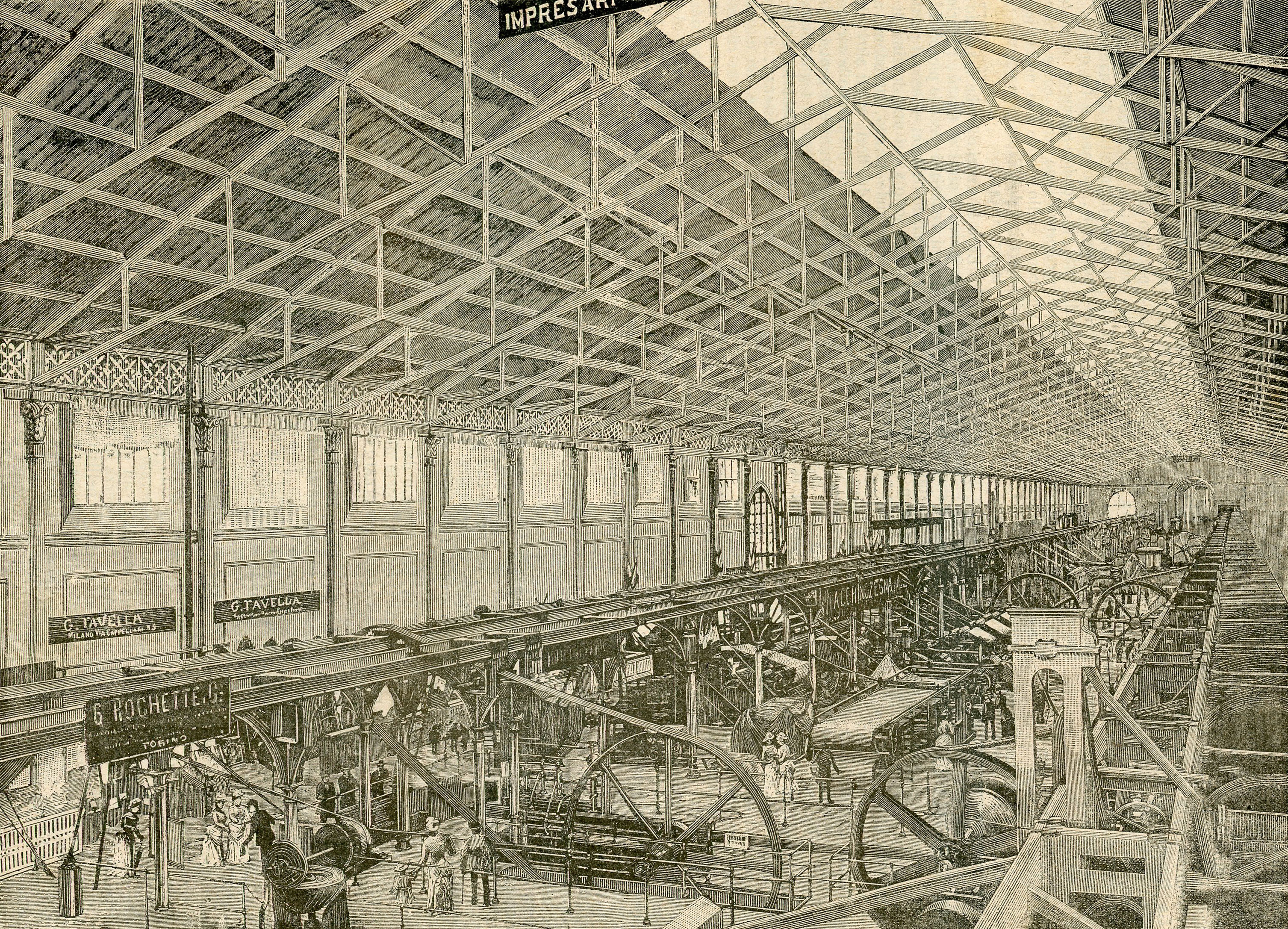
Esposizione nazionale di Torino.

- 6 gennaio: creazione della Società Generale italiana d’elettricità sistema Edison a Milano da parte dell'ingegnere Giuseppe Colombo[3].
- 10 marzo: fondazione delle grandi acciaierie di Terni[4].
- 30 marzo: il governo Depretis VI succede al governo Depretis V[5]. Depretis si avvicina alla destra per allargare la sua base parlamentare. La politica finanziaria della sinistra, molto meno rigorosa di quella della destra, ha riportato il deficit nel bilancio dello Stato. Sarà in carica fino al giugno del 1885
- 26 aprile-20 novembre: l'Esposizione generale italiana del 1884 ha luogo a Torino[6].
- 16 maggio: l'inventore italiano Angelo Moriondo fa brevettare a Torino la prima macchina da caffè espresso. Viene presentata all’esposizione di Torino[7].
- giugno: pubblicazione del rapporto del senatore Stefano Jacini, "L'inchiesta agraria", su incarico del Parlamento del 15 marzo 1877[8].

Secondo il rapporto, l'Italia era economicamente in ritardo rispetto al resto d'Europa. Era una società prevalentemente rurale, con oltre il 60% della popolazione dedita al lavoro agricolo.
Il rapporto traccia un quadro dell'agricoltura che ha fatto solo progressi marginali dal Medioevo, caratterizzata da enormi disuguaglianze tra le regioni (nella fertilità del suolo, nella struttura della proprietà terriera, nell'esistenza o meno del capitalismo agrario, nelle tecniche e nel livello dei salari, degli affitti e della mezzadria).
Povertà, stagnazione, bassi livelli di investimento da parte dei grandi proprietari terrieri, dimensioni ridotte delle aziende agricole e assenza di una moderna rete di trasporti caratterizzarono l'agricoltura italiana negli anni Settanta e Ottanta dell'Ottocento.
Nella città, popolate da artigiani e commercianti, la situazione era migliore.
Nella maggior parte dei casi, l’industria non era andata oltre la fase di fabbrica, con i contadini che lavoravano a casa durante i mesi invernali (tessile) o i braccianti giornalieri del settore agricolo che lavoravano nelle miniere o nei cantieri edili fuori stagione.

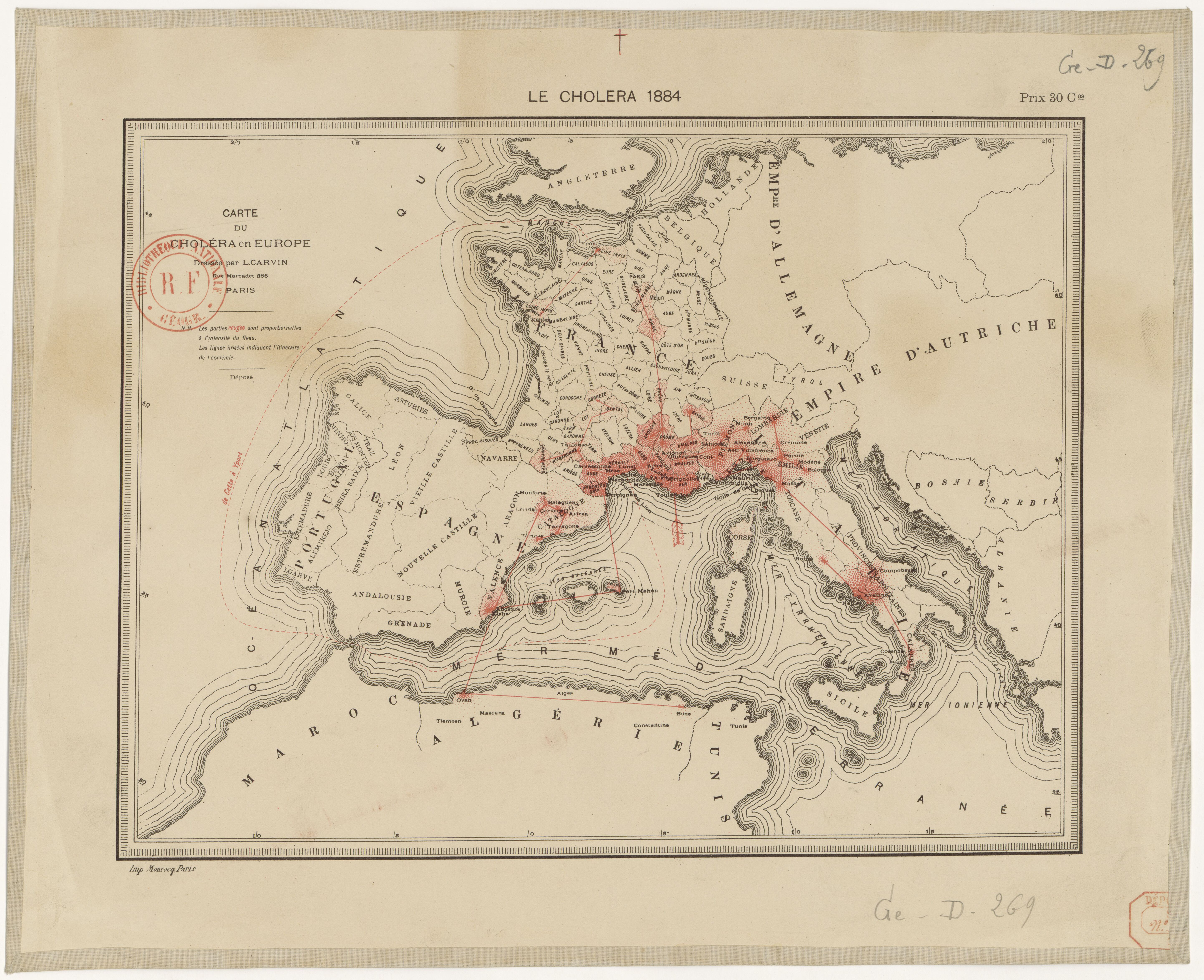
Carta della propagazione del colera in Europe, 1884.

- agosto: inizia una grave epidemia di colera a Napoli che mostra il sotto-sviluppo delle regioni meridionali[10].
- 30 settembre – San Marino: Inaugurazione del Palazzo del Governo; oratore della cerimonia è Giosuè Carducci.
- 10 ottobre: nascita dell'azienda Piaggio a Sestri Ponente[11].
- 10 ottobre – Roma: Viene fondato il "Nucleo Comunista Anarchico Carlo Cafiero", la più antica organizzazione politica nell'Urbe attiva ininterrottamente da allora.
- 21 novembre: creazione della congregazione delle Povere figlie di San Gaetano da parte di Giovanni Maria Boccardo a Pancalieri[12].

## Cultura

### Architettura
- a Torino, in occasione dell'esposizione generale italiana del 1884, nasce il Borgo medioevale di Torino, una ricostruzione di edifici del XV secolo, in stile medievale.
- viene inaugurata la Sinagoga di Torino, edificata su progetto di Enrico Petiti; i lavori erano iniziati quattro anni prima.

### Musei
- nasce la Pinacoteca civica di Ancona, grazie all'interessamento di Francesco Podesti, cui verrà in seguito intestata.

### Narrativa
- escono:
  - Il libro delle vergini, una raccolta di racconti scritta da Gabriele D'Annunzio.
  - La realtà del sogno, una novella di Luigi Pirandello, che sarà poi inserita nella raccolta Novelle per un anno.
  - Il muto di Gallura, romanzo storico Enrico Costa.
  - Il ventre di Napoli e La virtù di Checchina due lavori di Matilde Serao.

### Periodici
- nasce la Rivista storica italiana, periodico si occupa di storia e filologia, fondato da Costanzo Rinaudo, col patrocinio di Pasquale Villari e di Ariodante Fabretti. Rinaudo la diresse fino al 1922.

### Poesia
- Giovanni Battista Iachini pubblica per la prima volta Poesie in dialetto velletrano, una raccolta di poesie  dialettali.
- esce Intermezzo di rime, una raccolta di poesie di Gabriele D'Annunzio.

### Saggistica
- Carlo Dossi pubblica I mattoidi, al primo concorso pel monumento in Roma a Vittorio Emanuele II, un saggio e studio critico in chiave ironica.